# 용섬
용섬(龍-)은 충청북도 충주시 칠금동에 있는 섬으로, 남한강과 달천의 합수부에 위치한다. 하류에 충주댐에 건설되어 유속이 느려졌고, 현재는 습지가 되어 있다. 섬의 길이는 약 500m이고, 폭은 약 150m이다.